# Harry Stack Sullivan
Harry Stack Sullivan (ur. 21 lutego 1892 w Norwich, zm. 14 stycznia 1949 w Paryżu) – psychiatra i psychoanalityk amerykański. Jeden z przedstawicieli neopsychoanalizy.
Sullivan uważany jest za twórcę "interpersonalnej teorii psychiatrii", podkreślał bowiem znacznie czynników interpersonalnych w psychiatrii, twierdząc nawet, że psychiatria i psychologia społeczna obejmują ten sam obszar. Był to nowy pogląd, jako że współczesna mu psychiatria zajmowała się przede wszystkim badaniem dynamiki intrapsychicznej.